# ゴシック様式
ゴシック様式（ゴシックようしき Gothic Style）とは美術史や美術評論において、西ヨーロッパの12世紀後半から15世紀にかけての建築や美術一般を示す用語。

## 概要
最初は建築のみに使用された用語だが、次第にゴシック建築が建造された時代の装飾、彫刻、絵画などへとその適用範囲が広がった。この時代の様式（厳密にいえば、建築様式）を初めに「ゴシック」と呼んだのは、15世紀～16世紀のルネサンス期イタリアの人文主義者たちである。彼らはこの様式を、混乱や無秩序が支配する野蛮な様式だとして侮蔑の意味を込めて、「ドイツ様式（la maniera tedescha）」または「ゴート族の様式」つまり「ゴシック様式（la maniera gotico）」だと言い表した。当時は既にゴート族と称される集団は存在しなかったが、「ゴート族」という言葉はしばしばゲルマン人全体を指して用いられ、アルプス以北のドイツ語を話す人々（Tedeschi）のことを指し示して使われたからである。そして「ゴート族」と言った場合には、ローマ帝国と古典芸術を破壊した蛮族という批判的な見方が含まれていた。
しかしこの様式に対する認識は誤りである。ゴシック様式は、フランスのイル・ド・フランス地方から始まって各地へ広まった様式であり、ゴート族またはドイツ語を話す人々が創始した様式ではない。また、この様式が創始された時代の者たちは「現代様式」や「フランス様式」と言い表している。
ルネサンス期以後ゴシック様式は蔑まれ、一部その使用され続けたところもあるにせよ（ゴシック・サバイバル）、ほとんど採用されなくなった。しかし、18世紀後半から19世紀前半にかけてイギリスにおいてゴシック・リヴァイヴァルと呼ばれるゴシック様式再興運動が活発化する。以後ゴシック様式が再考されて再び脚光を浴びるようになり、名前が由来するところの侮蔑的な意味合いはなくなった。